# Valerian, agent espaciotemporal
Valerian, agent espaciotemporal, és una sèrie de còmic de ciència-ficció. Amb guió de Pierre Christin i dibuix de Jean-Claude Mézières. Es va editar per primera vegada a la revista Pilote el 1967.
Pel·lícules de ciència-ficció tan significatives com Star Wars han rebut la influència del còmic. Un altre fet destacable és el personatge femení de Lauréline molt avançat per l'època (la dècada dels seixanta) on el paper de la dona solia ser el de xicota, ajudant o secretaria, i sempre amb un paper secundari respecte a l'heroi, en aquest cas és una heroïna més de la sèrie.

## Argument
Valerian és un agent de la policia espaciotemporal a sou de la ciutat imperi Galaxity, capital de l’imperi galàctic terrestre de l’any 2770, que viatja en el temps per tal de mantenir l'ordre a l'univers, acompanyat per Lauréline, un personatge femení, originària de la França medieval i una heroïna a la sèrie.
L'escenari original de la sèrie és el segle XXVIII. La humanitat ha descobert els mitjans per viatjar instantàniament pel temps i l'espai. La capital de la Terra, Galaxity, és el centre del vast Imperi Galàctic Terran. La mateixa Terra s'ha convertit en una utopia virtual amb la majoria de la població vivint una vida d'oci en un estat de somni de realitat virtual governat pels benignes tecnòcrates del Primer Cercle. El Servei EspacioTemporal protegeix els planetes de l'Imperi Terra i protegeix contra les paradoxes temporals causades pels viatgers del temps malvats. Valérian i Laureline són dos d'aquests agents espaciotemporals.
A les tres primeres històries de la sèrie, Valerian persegueix un dissident, Xombul, el superintendent dels somnis, que busca prendre el poder a Galaxity. Les Mauvais Rêves, Xombul torna a la Terra al segle XI per apropiar-se dels poders del mag Albéric el Vell. Amb l'ajuda d'un infant salvatge, Laureline i Valérian aconsegueixen frustrar-ne l'apropiació.
A La ciutat de les aigües en moviment i la seqüela Burning Lands, Xombul aconsegueix escapar a la Terra del segle xx. Creu que pot aprofitar un cataclisme nuclear per apropiar-se dels coneixements científics que el convertirien en un nou mestre de l'Univers. Sun Rae, un saquejador de Nova York, i Schroeder, un jove científic, ajuden a Valerian i Laureline a perseguir Xombul. Finalment, aquesta última desapareix en la desmaterialització d'una màquina del temps que encara no era funcional

## Adaptacions
Pel·lícula: Valerian i la ciutat dels mil planetes (Valérian et la Cité des mille planètes) fou l'adaptació en format pel·lícula de ciència-ficció escrita, produïda i dirigida per Luc Besson i produïda per la seva dona, Virginie Besson-Silla. És protagonitzada per Dane DeHaan i Cara Delevingne com Valerian i Laureline, respectivament, amb Clive Owen, Rihanna, Ethan Hawke, Herbie Hancock, Kris Wu i Rutger Hauer en papers secundaris. Besson, va finançar de manera independent i personalment la pel·lícula. Amb un pressupost de producció d'uns 223 milions de dòlars, és alhora la pel·lícula europea més cara i la pel·lícula independent més cara mai feta. Estrenada el 2017. Ha estat doblada i subtitulada al català.
Sèrie d'animació: Amb el títol Time Jam: Valerian and Laureline es va adaptar a una sèrie de dibuixos animats d'aventures i ciència-ficció, representada mitjançant tècniques d'animació d'imatges generades per ordinador i imatges en 2D. Es va emetre per primera vegada a França el 2007 i a Televisió de Catalunya pel canal K3.